# Mycastor scurrilis
Mycastor scurrilis is een vlindersoort uit de familie van de prachtvlinders (Riodinidae), onderfamilie Riodininae.
Mycastor scurrilis werd in 1929 beschreven door Stichel.